# Bunka shūreishū
Le Bunka shūreishū (文華秀麗集) est la deuxième anthologie de poésie kanshi commandée par l'empereur du Japon. Le texte est compilé par Fujiwara no Fuyutsugu, Sugawara no Kiyotomo, Nakao Ō, Isayama no Fumitugu, Shigeno no Sadanushi et Kuwahara no Haraaka sous la direction de l'empereur Saga. L'anthologie est terminée vers 818, quatre ans après la précédente collection impériale, le Ryōunshū.

## Contenu
L'ouvrage comprend trois volumes et commence avec une préface de Nakao Ō. Le texte principal est constitué de 148 poèmes composés par 28 auteurs, dont des poèmes d'une délégation balhae de 814. Il ne reste cependant que 143 poèmes car les cinq derniers ne nous sont pas parvenus.
Tandis que le Ryōunshū classe les poèmes par auteur, le Bunka shūreishū les classe par sujets :
Volume 1
- Excursions (遊覧)
- Banquets (宴集)
- Séparation (餞別)
- Échanges (贈答)

Volume 2
- Histoire (詠史)
- Réminiscence (述懐)
- Amour (艶情)
- Yue fu (en) (楽府)
- Bouddhisme (梵門)
- Chagrins (哀傷)

Volume 3
- Miscellanées (雑詠)